# Fleina

Fleina est une île de la commune de Gildeskål , en mer de Norvège dans le comté de Nordland en Norvège.

## Description
L'île de 8 km2 se trouve dans le Fleinværfjorden , entre les îles de Fugløya (au sud-ouest) et Sør-Arnøya (au nord-est). L'île de Sandhornøya se trouve à l'est et le continent se trouve au sud-est.

## Galerie

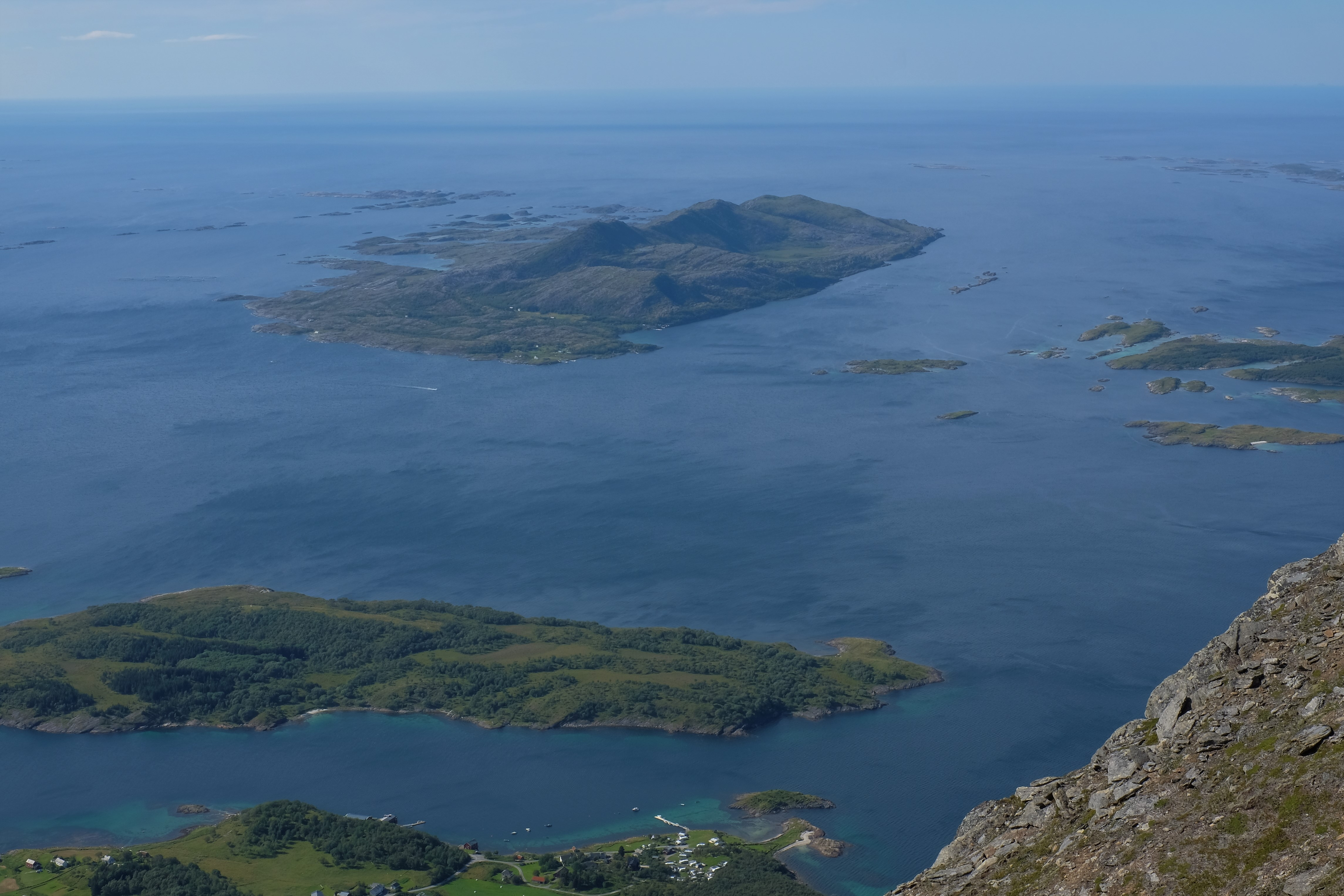
Fleina